# Гиссар (джамоат)
Гиссар, или Гиссарский джамоат (тадж. Ҷамоати деҳоти Ҳисор) — административная единица, сельская община (джамоат) в Гиссарском районе – районе республиканского подчинения Таджикистана. Сельская община Гиссар расположена в центре древнего города Гиссар — Шодмон, в 6 км от центра Гиссарского района.
На территории общины расположена Гиссарская крепость.

## Географическое положение и история
Община расположена в предгорьях Уртабуза и Боботога, на высоте 700-900 м над уровнем моря, и 29 января 1932 года была преобразована в сельсовет из кента (посёлка) Гиссар. Его предыдущее название, Шумон, происходит от древнего языка пехлеви, что означает переднюю часть земли, высоту и холм. В прошлом Гиссар считался политическим, культурным и экономическим центром Восточной Бухары. 
У подножия ворот Арки Гиссарской крепости была прочитана Декларация об образовании Автономной Советской Социалистической Республики Таджикистан. 
Решением Маджлиси милли РТ от 5 июня 2008 года, путём разукрепления территории джамоата Гиссар образован джамоат Ориён в который переданы 7 сёл джамоата.
На территории Гиссарской общины 25 сел: Гиссар (Калаи-Хисор, Кала), Чашмаи-Мохиён (бывший Первомайский), Хаётинав, Навбунёд, Навбахор, Навруз, Гульмайдон, Насаф, Узбекистон, Бустон, Хуснобод, Сумбула, Бог, Кухнабой, Равшан, Шерхони, Иттифок, Гульхани, Кончи, Хушманзар (бывшая Заря Востока), Джорубсой, Бульбульчашма, Мавлошариф (бывший Кызылкишлак). 
Община граничит с общиной Дехконобод с запада, общиной Шарора с севера и районом Рудаки с юга.

## Сельское хозяйство
Общая площадь приусадебных земель — 1165 га, общая площадь земель фермерских и подсобных хозяйств — 450 га, общая площадь личных подсобных земель — 91 га, общая площадь земель ООО им. Абдурауфа Юсуфова составляет 2150 га, из них: пашня — 969 га; пастбища — 50 га; земли многолетних деревьев – 51 га; воды — 139 га; дороги — 4 га; прочие земли — 936 га, общая площадь земель хозяйства "Сумбула" — 920 га, из них: пашня – 238 га; пастбища — 50 га; земли многолетних деревьев – 53 га; воды — 67 га; дороги – 14 га; прочие земли – 498 га, общая площадь земель ООО «50-летия Октября» составляет 336 га, из них: пашня – 243 га; земли многолетних деревьев – 2 га; воды – 33 га; дороги – 25 га; остальные земли – 33 га.

## Инфраструктура
На территории общины 6 общеобразовательных школ, 5 начальных школ, районный лицей имени Сабира Шахони, гимназия, среднее медресе, дошкольное учреждение, 3 крупных фермерских хозяйства и 100 мелких сельскохозяйственных ферм, 3 предприятия по производству кирпича, 4 предприятия по переработке песка и камня, предприятия по производству пенопласта, Имеются дверные, оконные и электромонтажные заводы, 5 здравпунктов, 5 медицинских пунктов, родильный дом, Гиссарский культурный заповедник, 2 соборные мечети и 41 пятикратная мечеть, торговые точки, библиотеки, культурный центр.